# Fritz Tschetschorke
Fritz Tschetschorke (* 16. Juni 1929 in Waldheide) ist ein deutscher Landwirt. Er war Politiker und Funktionär der DDR-Blockpartei DBD. 
Tschetschorke war Vorsitzender der LPG Typ III „Elsteraue“, Werenzhain, Kreis Finsterwalde. Von 1963 bis 1990 war er Mitglied der Volkskammer der DDR. 1982 war er Fraktionssprecher der Demokratischen Bauernpartei.

## Ehrungen (Auswahl)
- Verdienstmedaille der DDR